# Traktaten i Verdun
Traktaten i Verdun, Forliget i Verdun eller Verdunforliget i 843 er den aftale der efter den frankiske konge Ludvig den Fromme døde, delte Frankerriget mellem hans tre sønner:
- En vestlig del (der kom til at blive Frankrig) fik Karl den Skaldede
- En østlig del (der kom til at blive det tysk-romerske rige) kom til Ludvig den Tyske
- En central del (det nordlige Italien og Burgund), der kom til at blive genstand for tysk-fransk rivalisering, tilfaldt Lothar 1., der også overtog kejserværdigheden.